# Orogel
Orogel è un'azienda cooperativa italiana attiva nel settore alimentare fondata a Cesena e con sedi in diverse zone d'Italia.

## Storia
L'azienda nasce come cooperativa nel 1967 da un gruppo di undici produttori ortofrutticoli della zona di Cesena che fonda la Cooperativa Agricola fra Produttori Ortofrutticoli (COPA); successivamente altre aziende del territorio romagnolo si uniscono andando a formare, nel 1969, il Consorzio Fruttadoro. Nel 1974 sono immessi sul mercato i primi prodotti surgelati e nel 1976 lo stabilimento di Cesena inizia una propria attività di surgelazione. Il graduale e continuo incremento dell'attività produttiva rende necessaria, nel 1978, la costituzione di una società di produzione, vendita e distribuzione dei prodotti surgelati che porta alla nascita del marchio Orogel.
Nel 1987 Orogel inaugura il primo grande magazzino automatico a -40 °C, per lo stoccaggio e la movimentazione dei surgelati e, nel 1989, viene avviata anche l'attività di produzione di lavorati della frutta a marchio Orofrutta, ottenuti con l'impiego della frutta prodotta dai soci del gruppo.
La società opera attraverso Orogel Surgelati, Orogel Confetture e Orogel Fresco. Una svolta importante nella crescita dell'azienda è data anche dall'invenzione del cubello, lo spinacio surgelato in cubi. Altre invenzioni: i Minestroni Leggerezza con sole 18 calorie per cento grammi, e Verdurì, le gocce di passato di verdura. Nel 2017 il marchio ha una quota di mercato del 14,7% sugli scaffali della Gdo (Grande distribuzione organizzata), un altro 10,5% con private label.
Nel 2017, per festeggiare i 50 anni dalla nascita, nasce Fondazione FOR (Fruttadoro Orogel), con un contributo del 5% (1 milione di euro) dagli utili del gruppo, per iniziative culturali e sociali.

## Struttura societaria
Con gli anni avviene una diversificazione della società, con altre attività che si affiancano a quella originale di Orogel: oltre al business della frutta e dei surgelati, il Gruppo opera in partnership con altri nella vivaistica, nell'informatica e nelle analisi di laboratorio con un fatturato complessivo di 685 milioni di euro e quasi 1.900 dipendenti.
- Vitro Plant - si occupa con più di 400 tecnici di selezione delle piante più resistenti e di riproduzione dei vegetali poi venduti sul mercato europeo[6]
- Sicural - società controllata, è un laboratorio per la sicurezza alimentare. Si svolgono analisi chimiche e microbiologiche su prodotti alimentari finiti, semilavorati, materie prime vegetali, acque e suoli.
- Onit Group - si occupa di Ict per il settore della sanità e della logistica. Partita inizialmente per la gestione della distribuzione farmaceutica per conto delle Asl, si è poi allargato alla gestione informatica della logistica e utilizzato da Orogel, con un investimento di cento milioni di euro, per automatizzare totalmente i tre magazzini di Cesena, Ficarolo e Policoro.